# Station Sargans
Sargans is een spoorwegknooppunt in de Zwitserse gemeente Sargans in het kanton St. Gallen dat werd geopend op 1 juli 1858. Het station wordt uitgebaat door de SBB en wordt in het langeafstandsverkeer zowel door SBB als de grensoverschrijdende treinen van ÖBB bediend.

## Geschiedenis

### Vereinigte Schweizerbahnen (VSB)
De VSB opende het station op 1 juli 1858 als onderdeel van haar spoorlijn tussen de Bodensee en Chur. Een jaar later werd de lijn langs de Walensee in twee delen geopend, op 15 februari 1859 het deel tussen Sargans en Murg en op 1 juli 1859 het deel tussen Murg en Ziegelbrücke via Weesen. Hierdoor werd Sargans via Uznach, Rapperswil (kopmaken) en Uster per spoor verbonden met Zürich. De hoofdlijn op de linkeroever van de Zürichsee langs Pfäffikon SZ en Thalwil bestaat pas sinds 1875 en werd door VSB concurrent Schweizerische Nordostbahn uitgebaat, zodat pas vanaf 1890 enkele treinen tussen Zürich en Chur die route namen. 
Het stationsgebouw was bij de opening slechts een provisorium, het vaste stationsgebouw werd pas in 1860 opgeleverd aan de zuidkant van het spoor ten oosten van het huidige station. Van meet af aan had Sargans een locomotieven- en rijtuigendepot. In 1884 kwam er een nieuw station tussen de twee spoorlijnen ten westen van het station uit 1860. In 1883 lagen aan de Churse kant van het stationsgebouw uit 1860, vlak bij de in 1990 gesloten goederenloods, vijf doorgaande sporen. Deze sporen liepen in de richting Walenstadt via een wisselstraat naar de vier sporen aan de zuidkant van het in 1884 gebouwde stationsgebouw. In de richting van de Bodensee buigen vier sporen af langs de noordkant van het “nieuwe” stationsgebouw. Destijds lag de draaischijf tegenover het stationsgebouw uit 1860 met een locloods aan de oostkant en een tweesporige rijtuigstalling aan de westkant.

### Schweizerische Bundesbahnen (SBB)

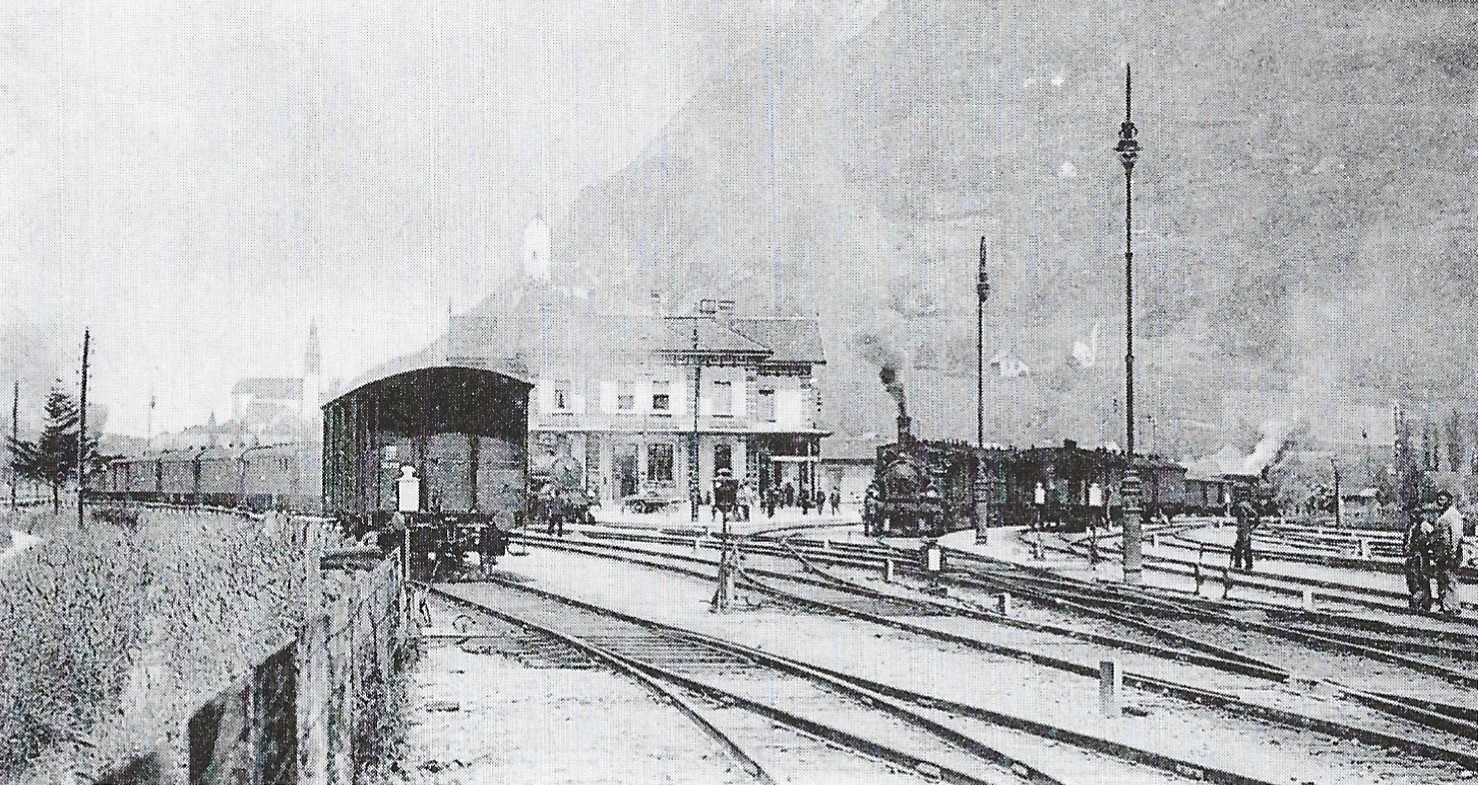
Station Sargans kort na de nationalisatie, links een trein uit Zürich, rechts treinen van en naar Buchs SG
Station Sargans met de sporen richting Walensee in 1959
Vorkstation, links de sporen naar Zürich, rechts naar Buchs, 1959

In 1902 werd de VSB genationaliseerd en kwam het station in bezit van de SBB. De nieuwbouw van het locdepot in 1908 leidde tot ingrijpende wijzigingen op het emplacement. In 1927/1928 werden de lijnen rond Sargans geëlektrificeerd, op 15 december 1927 begon de elektrische dienst tussen Zürich en Buchs SG,  op 11 mei 1928 was ook de lijn naar Chur onder de draad gebracht. Aan het begin van de jaren 30 van de 20e eeuw werd het emplacement uitgebreid, onder andere in verband met het groeiende goederenverkeer met de ijzermijn in Gonzen, vlak ten noorden van Sargans. Van 1938 tot 1983 stond een brugseinhuis bij de splitsing van de lijn naar de Bodensee en die langs de Walensee, en een rangeerseinhuis aan de zuidoostkant van het emplacement.
In 1983 werd aan het zuidoostelijke einde van het emplacement een verbindingsspoor, de lus van Sargans, naar Trübbach aan de lijn naar de Bodensee geopend. Hierdoor kunnen treinen tussen Zürich en Oostenrijk alsmede de S4 zonder kop te maken in Sargans. Op hetzelfde moment werden het nieuwe seinhuis en de nieuwe perrons, met reizigerstunnel en perronkappen, aan de lijn langs de Walensee in gebruik genomen. 
De perrons werden tussen 2005 en 2007 verhoogd en tegelijkertijd werd de voormalige postoverslag omgebouwd tot winkelcentrum. Ook werd het emplacement afgeslankt waardoor een hogere snelheid mogelijk werd. Het onderstation uit 1935, voor 66 kV, werd vervangen door een nieuw onderstation voor 132 kV dat een belangrijk onderdeel is voor de stroomvoorziening van  het spoor in zuidoost Zwitserland.

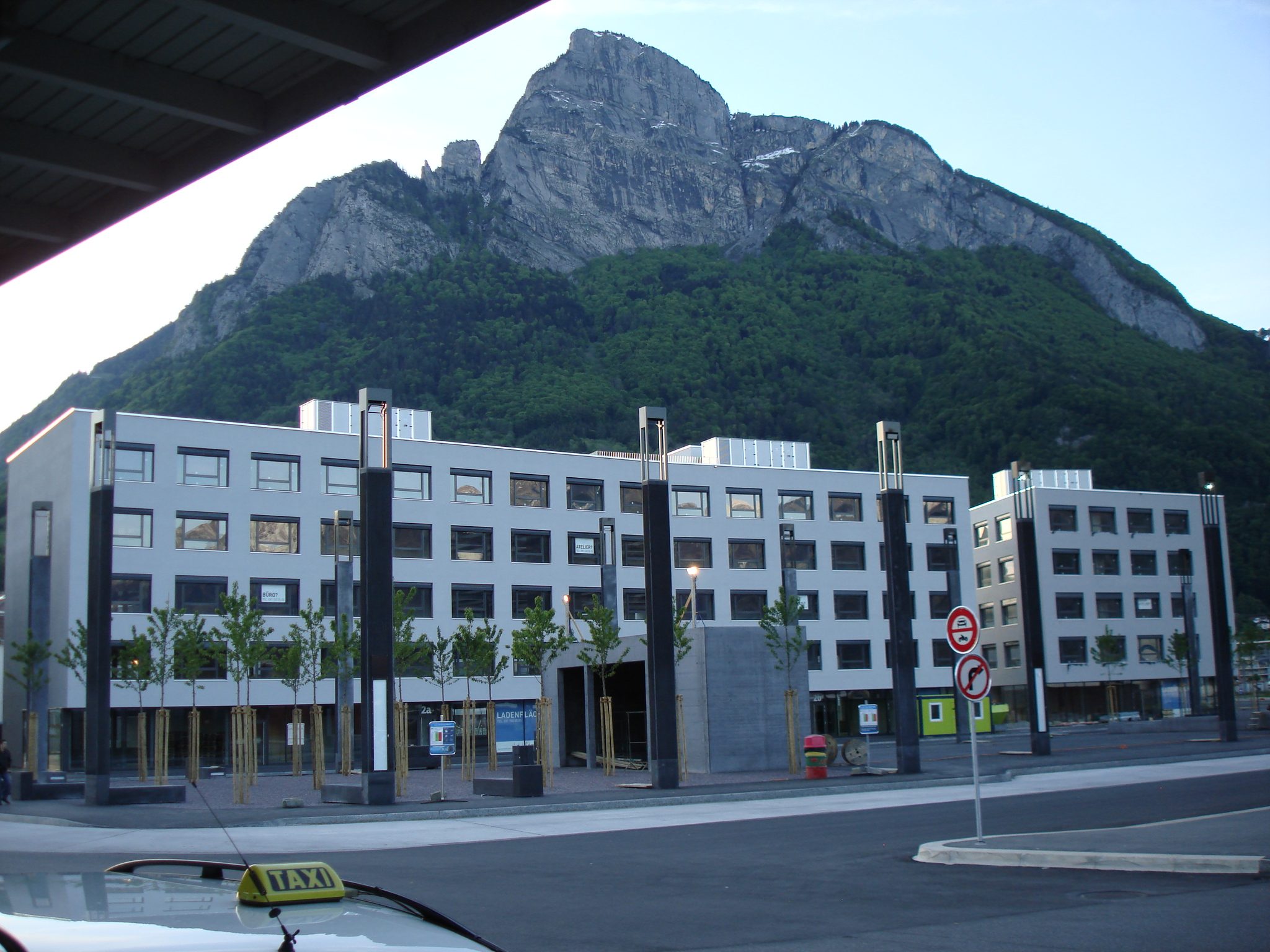
Stationsplein met busstation
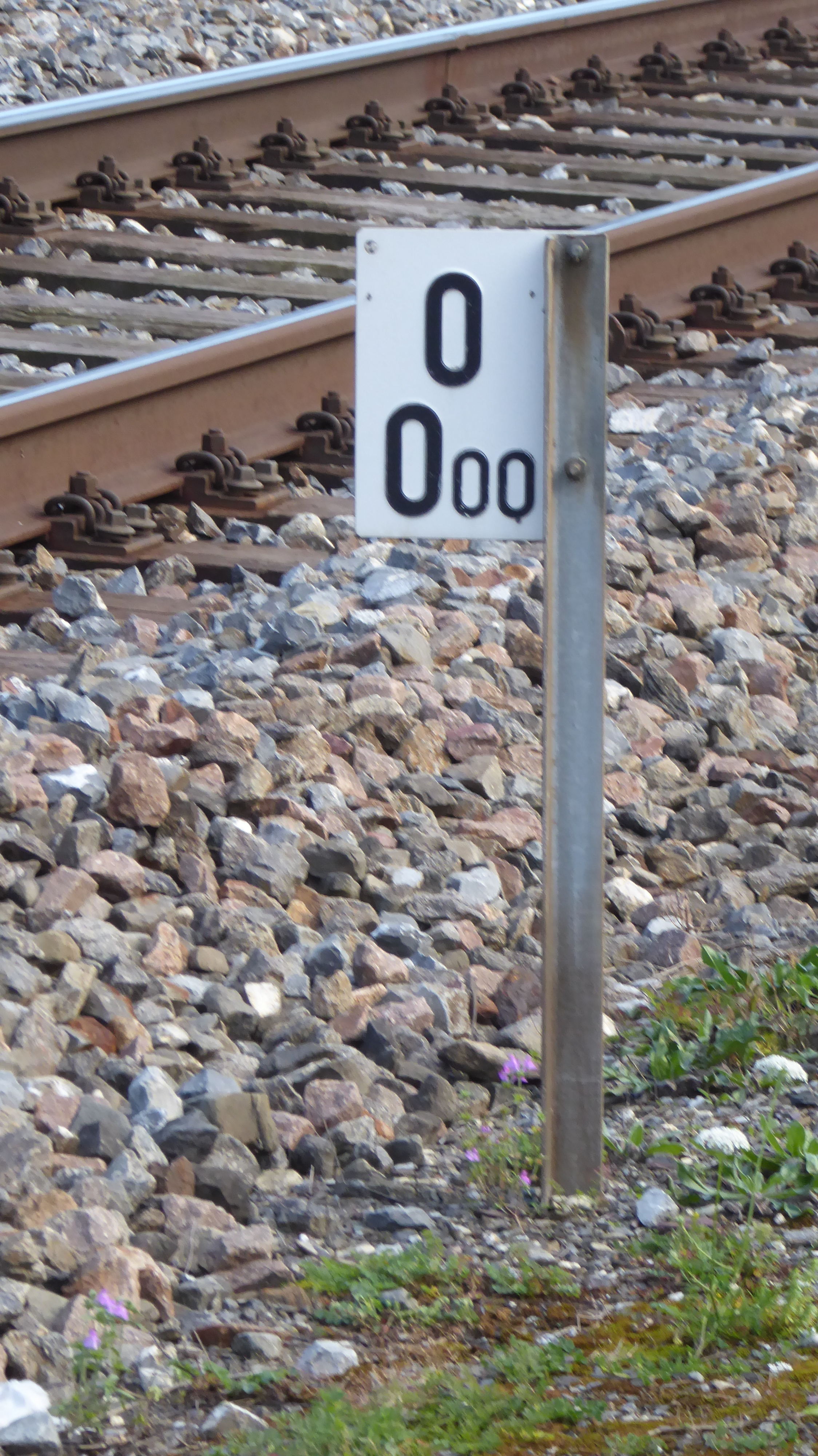
De nul kilometerpaal in station Sargans. De afstanden op het hele VSB net werden gemeten ten opzichte van Sargans. Deze foto laat zien dat die meting nog steeds geldt
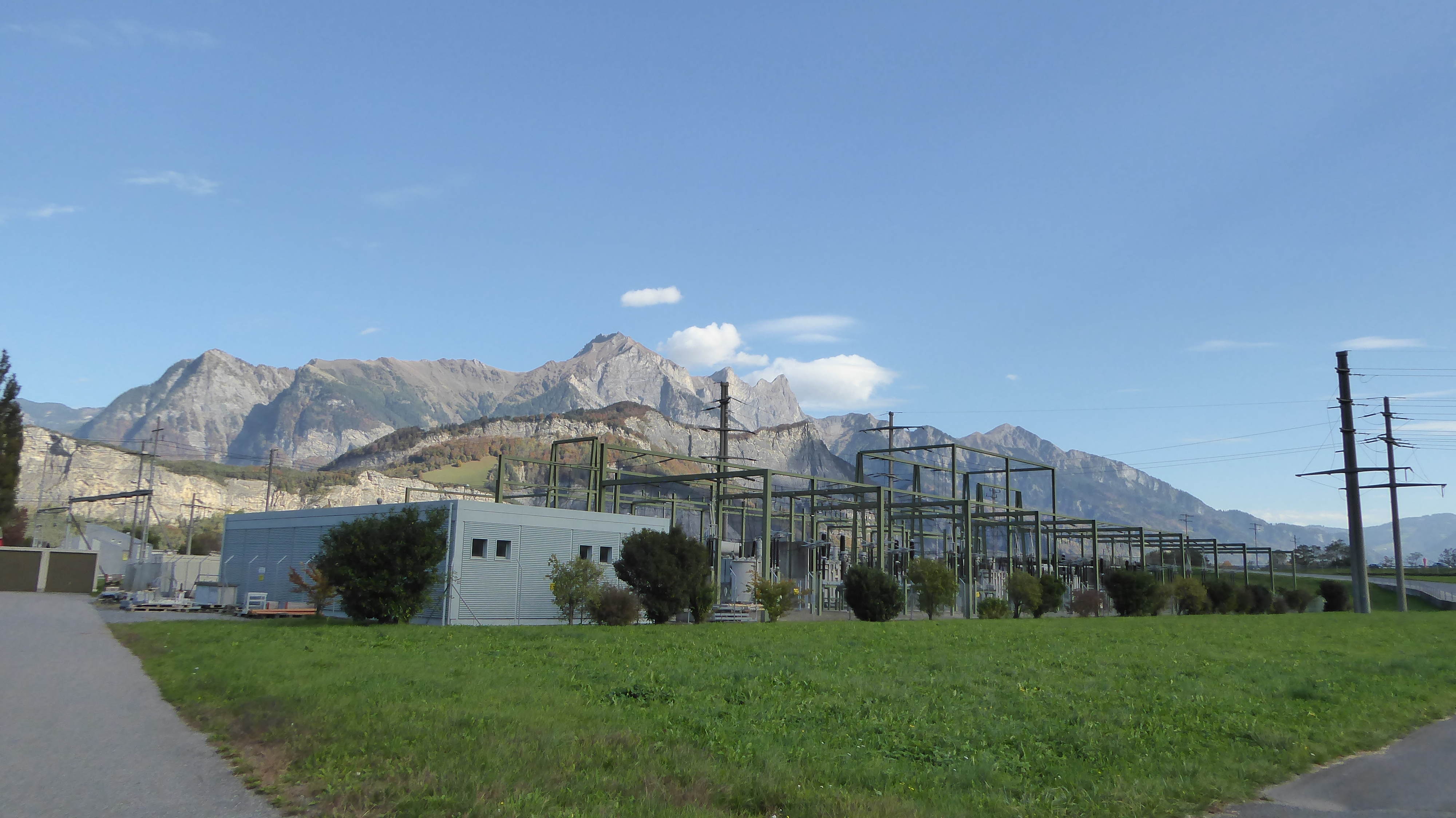
Onderstation Sargans

Op 18 maart 2010 werd begonnen met een verbouwing van het station waarbij voor CHF 100 miljoen verschillende projecten werden uitgevoerd. Dit omvatte de bouw van een extra perron langs spoor 7, overkappingen rond het station en een nieuw Parkeer en Reisterrein met 260 parkeerplaatsen. 
Daarnaast werd voor ongeveer CHF 3,3 miljoen vlak voor het station een busstation met 9 haltes aangelegd.
In december 2013 werd Sargans aangesloten op de S-Bahn St.Gallen door de ringlijn S4 die aan de westkant van St. Gallen door Toggenburg en langs de Walensee naar Sargans loopt en aan de oostkant van St. Gallen via St. Margarethen en Buchs Sargans bereikt. Om deze dienst te onderhouden heeft de Südostbahn (SOB) in Sargans een depot. De Rheintal-Express (REX) kreeg in december 2013 een directe overstap op de Intercity naar Zürich, waardoor de reistijd tussen het Rijndal en Zürich aanzienlijk korter werd.

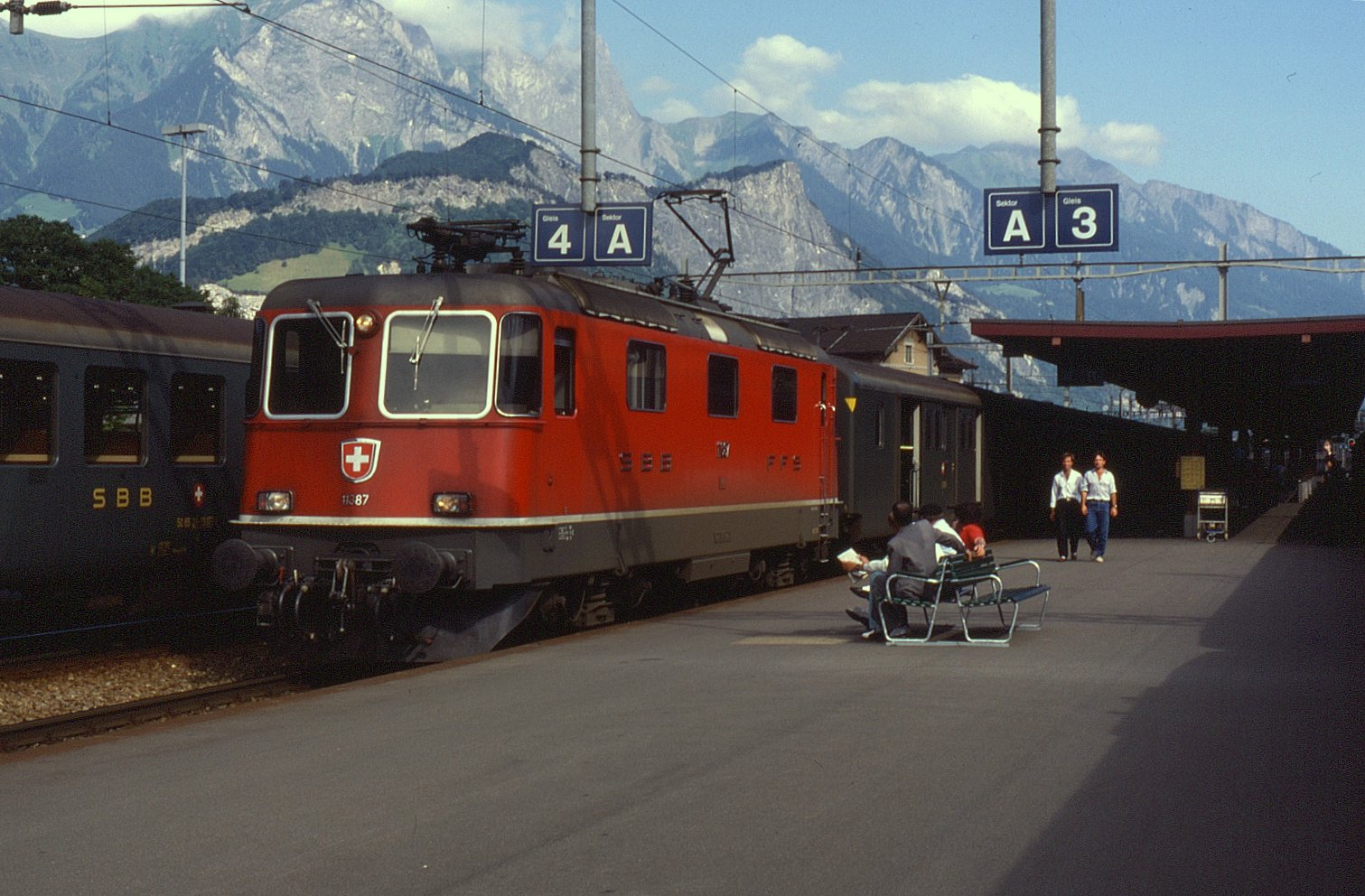
Station Sargans op 30 juli 1988
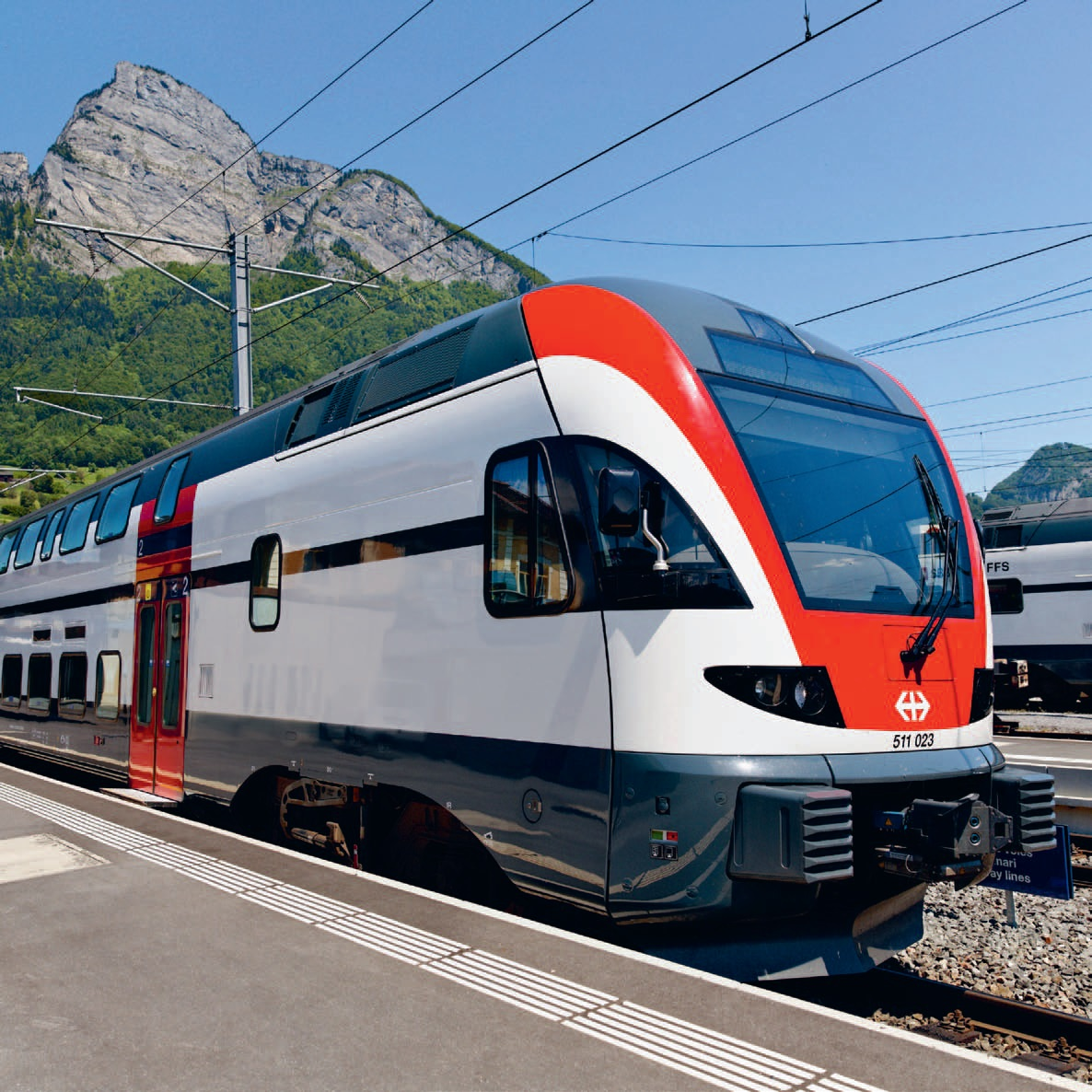
De Rheintal Express (REX) Wil–St. Gallen–Chur wordt gereden met de SBB reeks RABe 511
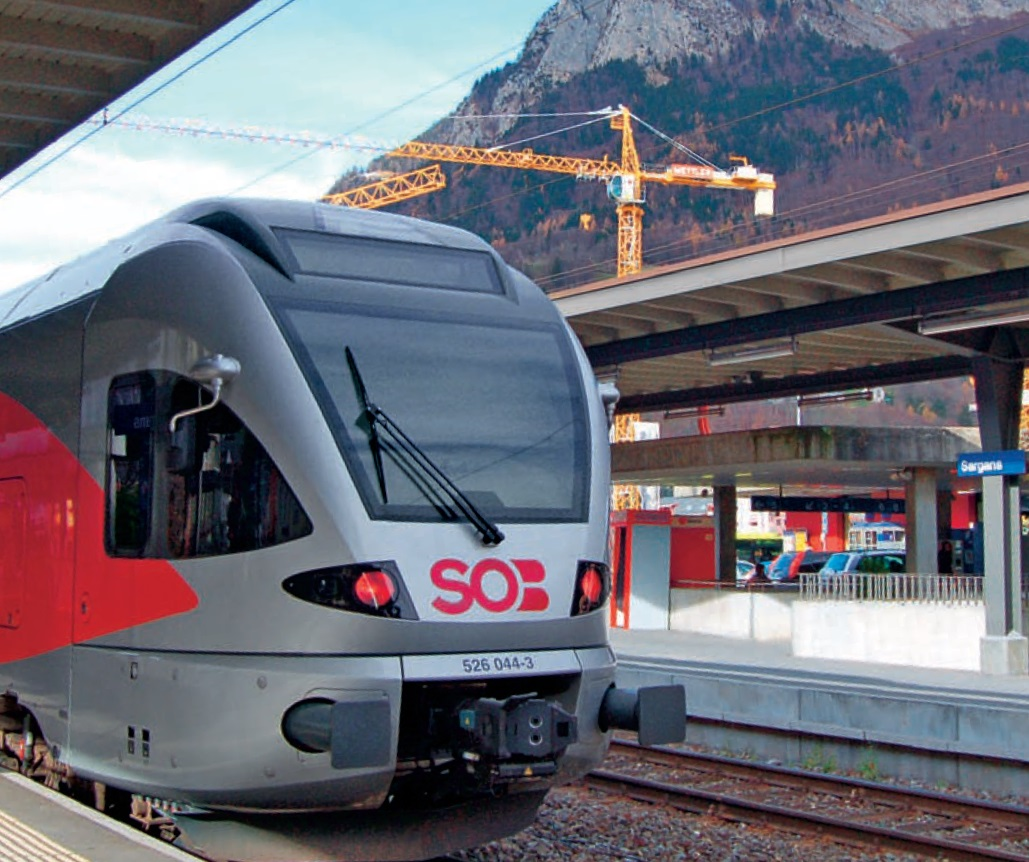
Een Flirt van de SOB als S4 in Sargans

## Ligging en inrichting

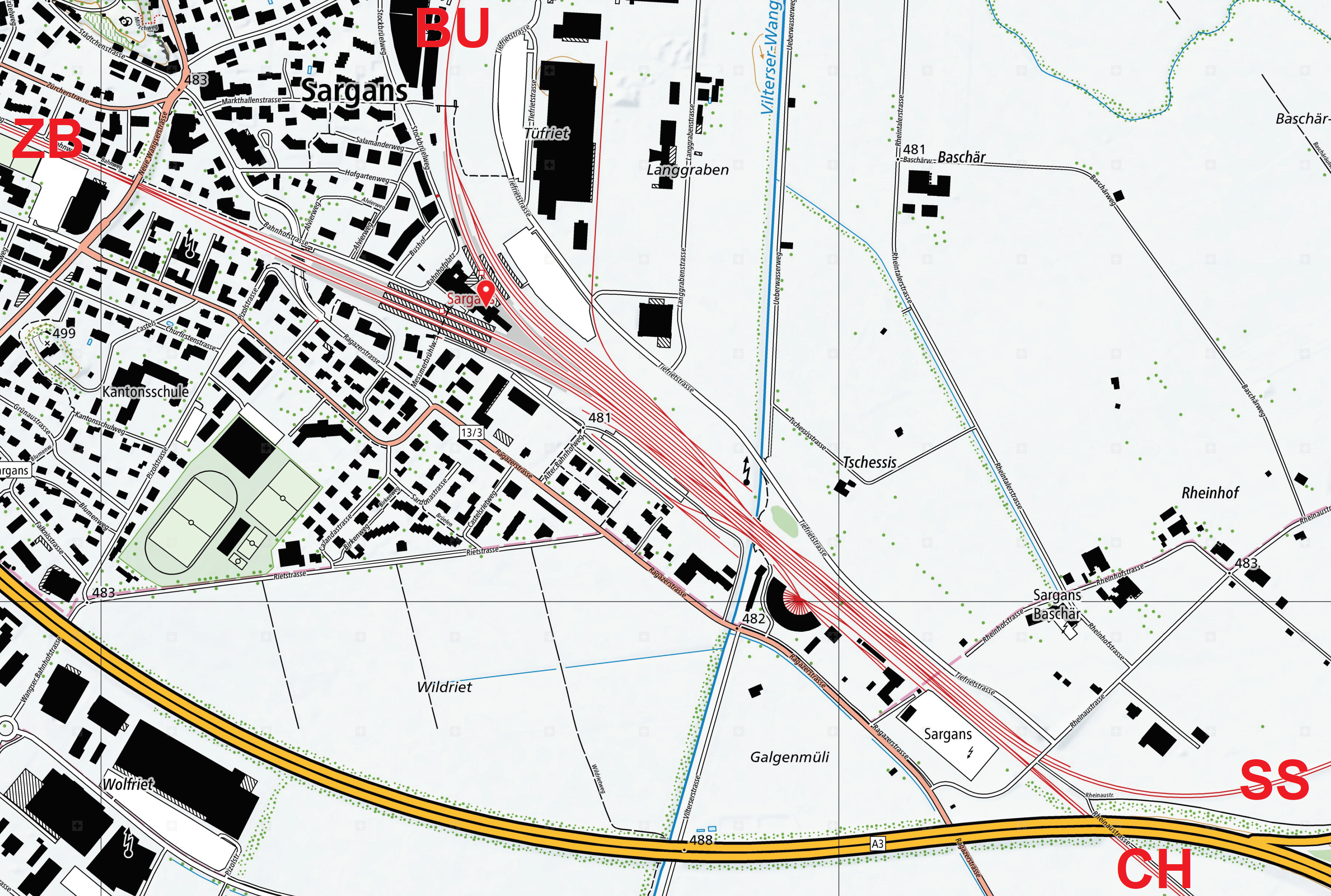
Kaart van station Sargans e.o.:
BU: SBB naar Trübbach–Buchs SG
CH: SBB naar Chur
SS: Lus van Sargans: SBB naar Trübbach–Buchs SG
ZB: SBB naar Ziegelbrücke

Het vorkstation is de aansluiting van de spoorlijn Ziegelbrücke – Sargans op de spoorlijn Chur – Rorschach. Daarnaast stoppen bij het busstation verschillende streekbussen naar bestemmingen in het Sarganserland, Werdenberg en in Liechtenstein. Een bijzonderheid van station Sargans is dat het op turf staat met een hoge grondwaterstand. Deze onstabiele ondergrond is voor de Rijnvlakte kenmerkend en heeft tot gevolg dat wissels en sporen sneller slijten dan gemiddeld.
Het stationsgebouw van het vorkstation ligt tussen de sporen 5 en 6, op het stationsplein voor de westgevel ligt het busstation. In het station is een Coop-Pronto gevestigd, alsmede een kaartverkoop van SBB. Op de sporen 2 t/m 5 met twee zijperrons en een eilandperron wordt het treinverkeer van en naar Zürich, zoals Züge Zürich–Chur en Zürich–Wenen, afgehandeld. De sporen 6 en 7 worden gebruikt voor de S-Bahn en REX treinen op de verbinding Chur–Buchs–St. Gallen.
Meestal worden de sporen als volgt gebruikt: 
- Spoor 2: Treinen uit Chur richting Ziegelbrücke en Zürich
- Spoor 3: S12 richtung Chur / Een keer per twee uur een extra IC of ICE naar Chur
- Spoor 4: Treinen uit Buchs SG richtung Zürich / S17 richting Ziegelbrücke–Uznach / Treinen uit Zürich richting Buchs en Oostenrijk
- Spoor 5: Langeafstandstreinen uit Zürich richting Chur / S4 richting Buchs–St.Gallen
- Spoor 6: Treinen Rheintal–Sargans (–Chur) / S12 richting Chur
- Spoor 7: Treinen Rheintal–Sargans (–Chur)

## Reizigersverkeer
Het verzorgingsgebied van station Sargans telt ongeveer 150.000 inwoners. In 2007 deden dagelijks ongeveer 160 personen-, 50 goederen- en 40 diensttreinen het station aan. De reizigersstroom bedroeg in 2018 gemiddeld 11'300 per dag. 
In verband met de spoorverdubbeling tussen Buchs SG en Sargans zijn de internationale treinen van en naar Oostenrijk tussen februari 2023 en oktober 2024 omgeleid en komen ze niet in Sargans.